# Patrick Laursen
Patrick Laursen (16 de mayo de 1988) es un deportista danés que compitió en tiro con arco, en la modalidad de arco compuesto.
Ganó tres medallas en el Campeonato Mundial de Tiro con Arco al Aire Libre entre los años 2011 y 2015, y dos medallas en el Campeonato Mundial de Tiro con Arco en Sala, en los años 2014 y 2016.
Además, obtuvo dos medallas en el Campeonato Europeo de Tiro con Arco en Sala, en los años 2010 y 2011.

## Palmarés internacional
| Campeonato Mundial al Aire Libre | Campeonato Mundial al Aire Libre | Campeonato Mundial al Aire Libre | Campeonato Mundial al Aire Libre |
| Año                              | Lugar                            | Medalla                          | Prueba                           |
| -------------------------------- | -------------------------------- | -------------------------------- | -------------------------------- |
| 2011                             | Turín (Italia)                   | Medalla de plata                 | Equipo                           |
| 2013                             | Belek (Turquía)                  | Medalla de oro                   | Equipo                           |
| 2015                             | Copenhague (Dinamarca)           | Medalla de bronce                | Equipo                           |
| Campeonato Mundial en Sala       |                                  |                                  |                                  |
| Año                              | Lugar                            | Medalla                          | Prueba                           |
| 2014                             | Nimes (Francia)                  | Medalla de plata                 | Equipo                           |
| 2016                             | Ankara (Turquía)                 | Medalla de plata                 | Equipo                           |
| Campeonato Europeo en Sala       |                                  |                                  |                                  |
| Año                              | Lugar                            | Medalla                          | Prueba                           |
| 2010                             | Poreč (Croacia)                  | Medalla de bronce                | Equipo                           |
| 2011                             | Cambrils (España)                | Medalla de oro                   | Equipo                           |